# Division d'infanterie Ulrich von Hutten
Pour les articles homonymes, voir Von Hutten.
La division d'infanterie Ulrich von Hutten (en allemand : Infanterie-Division Ulrich von Hutten) est une des divisions d'infanterie de l'armée allemande (Wehrmacht) durant la Seconde Guerre mondiale.

## Historique
La division d'infanterie Ulrich von Hutten est créée le 29 mars 1945 à Wittemberg en Saxe-Anhalt, dans le Wehrkreis IV à partir d'une partie des Infanterie-Division 45 de la 18e Volksgrenadier Division ainsi que des vestiges des 56e et 190e divisions d'infanterie. Elle prend son nom par arrêté du 8 avril 1945. Le 12 avril 1945, la formation de la division était terminée. La division comptait environ 5 000 hommes. 
Dans la nuit du 15 avril 1945, la division se rendit sur la Mulde entre Dessau et Bitterfeld. La ligne de bataille principale de la division partait du sud du pont autoroutier de la Reichsautobahn (de) 9 (Leipzig-Dessau) sur le creux entre Kleutsch et Mösthinsdorf en occupant en profondeur les positions sur Kleckewitz, Altjeßnitz, Rossdorf (Wüstung) (de) et Mulkdenstein.
Affecté à la 11e armée, les premières batailles ont eu lieu avec les troupes américaines à Sandersdorf-Brehna et à Thurland Thurland ou de violents combats se sont déroulés dans la nuit du 16 avril, les américains voulant avancer sur Bitterfeld. D'autres de combats eurent lieu autour de Raguhn et Siebenhausen. Les combats ont duré jusqu'au 20 avril 1945, et le 21 avril 1945, les Américains ont pris Bitterfeld.
La division d'infanterie Ulrich von Hutten est ensuite transférée dans la 12e armée sur le front de l'Est et prend position à Wittenberg ou elle forma une tête de pont au nord-est et au nord, qui devait assurer la protection sur l'Elbe entre Wittenberg et Coswig avec la tâche de sécuriser Wittenberg et les villages au nord de la ville. 
 Le matin du 25 avril, les régiments de la division à l'est et au sud-est de Wittenberg étaient en lutte avec des unités russes. La division a réussi à bloquer l'attaque russe sur Wittenberg.
Par la suite, la division a participé à l'attaque de la 12e armée pour dégager Berlin. La division combat au-dessus des villages au sud de Brück dans la forêt de Lehnin, où il y avait de lourdes batailles.
La division est ensuite dirigée vers la jonction de l'autoroute au sud de Ferch. Le 28 avril 1945, une partie de la division arrive jusqu'à Ferch, qui atteint la ligne Bliesendorf-Ferch le soir du 29 avril ou la division passe en défense. 
Après la percée des restes de la 9e armée de la poche d'Halbe la division commence son retrait sur l'Elbe avec les restes de la 12e armée. 
Le 8 mai 1945, les derniers éléments de la division sont capturés à Tangermünde sur la rive gauche de l'Elbe, occupée par les troupes américaines.

## Organisation

### Commandants
| Date                         | Grade           | Commandant      |
| ---------------------------- | --------------- | --------------- |
| 29 mars 1945 - 13 avril 1945 | Generalleutnant | Edmund Blaurock |
| 13 avril 1945 - 8 mai 1945   | Generalleutnant | Gerhard Engel   |

## Ordre de bataille
- Grenadier-Regiment Ulrich von Hutten 1
- Grenadier-Regiment Ulrich von Hutten 2
- Grenadier-Regiment Ulrich von Hutten 3
- Divisions-Füsilier-Bataillon Ulrich von Hutten
- Panzerjäger-Abteilung Ulrich von Hutten
- Artillerie-Regiment Ulrich von Hutten
- Pionier-Bataillon Ulrich von Hutten
- Nachrichten-Abteilung Ulrich von Hutten